# Tipula (Lunatipula) emmahelene
Tipula (Lunatipula) emmahelene is een tweevleugelige uit de familie langpootmuggen (Tipulidae). De soort komt voor in het Palearctisch gebied.